# Королівська дорога (Фінляндія)
Королівська дорога (фін. Kuninkaantie, швед. Kungsvägen) — мережа старовинних доріг, що зв'язували середньовічну Швеції з містами та замками її східних провінцій (нині Фінляндія та Росія). На відміну від інших доріг, стан Королівської дороги підтримувався коштом шведської скарбниці. У XIII—XVI століттях Королівська дорога сполучала міста-фортеці Турку, Гямеенлінна, Виборг та Олавінлінна (Савонлінна), причому першою поєднала Турку та Гямеенлінна.
Часто під Королівською дорогою мають на увазі дорогу від Стокгольма до Виборга — морський шлях зі шведської столиці до Турку, а потім берегом Фінської затоки через Еспоо та Порвоо до Виборгу.
Останнім часом Королівська дорога — туристичний маршрут Берґен—Осло—Стокгольм—Аландські острови—Турку—Гельсінкі—Виборг—Санкт-Петербург, в організації якого беруть участь Норвегія, Швеція, Фінляндія та Росія. У Фінляндії з 1996 року існує частково фінансований Європейським Союзом проєкт «Королівська дорога в Південній Фінляндії».